# Альмендраль-де-ла-Каньяда
Альмендраль-де-ла-Каньяда (ісп. Almendral de la Cañada) — муніципалітет в Іспанії, у складі автономної спільноти Кастилія-Ла-Манча, у провінції Толедо. Населення — 371 особа (2010).
Муніципалітет розташований на відстані близько 90 км на захід від Мадрида, 70 км на північний захід від Толедо.

## Демографія
Динаміка населення (INE ):

## Галерея зображень

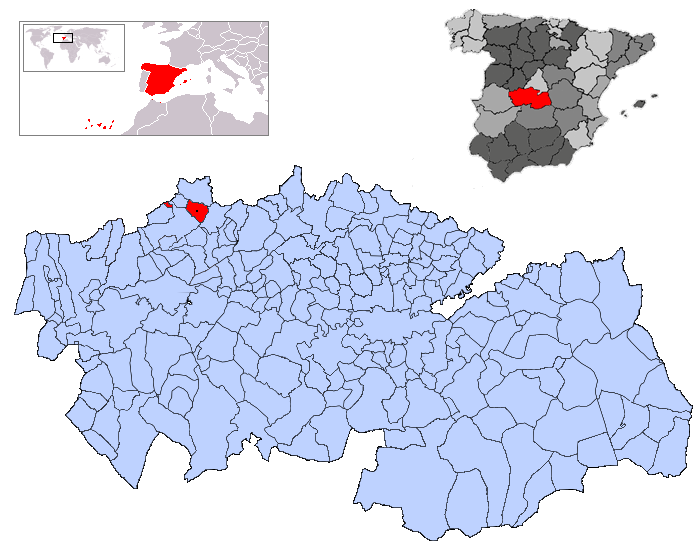
Розташування муніципалітету у провінції Толедо